# Bogumiłów (Cienia Druga)
Bogumiłów – część wsi Cienia Druga w Polsce położony w województwie wielkopolskim, w powiecie kaliskim, w gminie Opatówek.
Miejscowość wchodzi w skład sołectwa Cienia Druga.
W latach 1975–1998 miejscowość administracyjnie należała do województwa kaliskiego.